# Suika Game
Suika Game, também conhecido como Jogo da Melancia, é um videogame japonês desenvolvido e publicado pela Aladdin X, que combina elementos de jogos de queda e fusão do gênero quebra-cabeça. O jogo foi desenvolvido originalmente para os projetores de vídeo da empresa, mas devido ao seu sucesso o jogo foi lançado na Nintendo eShop em dezembro de 2021, apenas no Japão. Foi lançado globalmente em outubro de 2023. O conceito se origina de um jogo de navegador chinês intitulado Synthetic Big Watermelon (chinês: 合成大西瓜), lançado em janeiro de 2021.
O jogo envolve o jogador tentar alcançar uma pontuação alta jogando uma variedade de frutas em um recipiente sem que elas transbordem. Para ganhar pontos o jogador deve combinar duas frutas iguais, o que cria uma nova fruta do ciclo. Ele também apresenta as classificações dos jogadores através de um quadro de líderes online.
Dois anos após o lançamento, a popularidade do Suika Game explodiu após ser transmitido por diversos livestreamers, especialmente VTubers. O jogo foi bem recebido pela crítica, elogiando a simplicidade e o charme do jogo. O jogo alcançou mais de dois milhões de downloads até outubro de 2023 e se tornou um dos jogos mais baixados na Nintendo eShop no mês anterior. Ele também se tornou propenso à criação de versões não oficiais.

## Jogabilidade

Uma vista do recipiente cheio de frutas. Nele estão as cinco menores frutas do jogo, bem como a titular melancia (suika).

Suika Game é um jogo de puzzle com foco no empilhamento de objetos em um espaço confinado, lembrando Tetris. O jogador tem a tarefa de soltar uma variedade de frutas em uma caixa e buscar a pontuação mais alta sem que uma única fruta cruze a linha limite no topo da caixa, caso contrário, o jogo termina. Para evitar que as frutas transbordem da caixa, o jogador deve combinar duas frutas idênticas para que se fundam, se tornando a próxima fruta do ciclo, aumentando a pontuação do jogador. Quanto maiores as frutas que se fundem, maior é o bônus de pontos, sendo que a maior fusão que o jogador pode conseguir é criar a melancia (japonês: suika), dando o título do jogo. Se duas melancias se fundirem, elas desaparecerão da caixa. Suika Game não tem limite de tempo; mas ao contrário de jogos como Tetris, as frutas são afetadas pela física, fazendo com que elas se choquem e rolem para longe de onde foram inicialmente largadas. Às vezes, a pressão liberada pela fusão de duas frutas pode fazer com que uma fruta saia da caixa, encerrando o jogo.
No jogo, há 11 frutas no total e elas seguem um ciclo da menor para a maior; cereja, morango, uva, decopom, caqui, maçã, pera-nashi, pêssego, abacaxi, melão e melancia. No entanto, as frutas dadas ao jogador para colocar na caixa são limitadas às cinco menores da lista. A ordem das frutas dadas ao jogador é completamente aleatória, mas ele pode saber qual a fruta do próximo turno. Na versão chinesa de navegador Synthetic Big Watermelon, os tipos de frutas são um pouco diferentes: o jogo apresenta kiwis, limões e tangerinas em seu ciclo.
Suika Game também apresenta um quadro de líderes para comparar as pontuações de outros jogadores online, dividido entre as pontuações de "hoje", "mensal" e "sempre". Este quadro de líderes também pode mostrar a pontuação do próprio jogador, se for o caso.

## Desenvolvimento
Inicialmente, o Suika Game foi desenvolvido como um aplicativo integrado para o popIn Aladdin, um projetor digital de teto 3 em 1 desenvolvido por uma filial da Aladdin X chamada popIn, em abril de 2021. Foi considerado bem recebido pelos clientes do projetor. Aladdin X decidiu que, devido à popularidade do jogo no projetor, além de desejar divulgar ainda mais seus projetores, eles iriam retrabalhar a estrutura do Suika Game para trazê-lo para o Nintendo eShop em 9 de dezembro de 2021. Em entrevista à Nippon TV, Aladdin X mencionou a ideia de levar o jogo para smartphones, mas desistiu na época por preferir que o jogo tivesse “maiores chances de se destacar” entre os demais aplicativos do mercado.
O conceito inicial deste jogo origina-se de um jogo de navegador chinês desenvolvido pela Meadow Science chamado Synthetic Big Watermelon. Ele foi lançado em janeiro de 2021 e se tornou um grande sucesso, tendo mais de 1,4 bilhão de pesquisas relacionadas no Sina Weibo.
Suika Game recebeu pouca atenção após seu lançamento na eShop até setembro de 2023 quando o jogo obteve um aumento em popularidade, com GamesRadar+ comparando com a popularidade repentina de Among Us em 2020. Uma das principais causas para o jogo se tornar viral citadas foi devido à cobertura de streamers japoneses a partir de maio de 2023 com 2,84 milhões de horas assistidas mensalmente se tonrnando o 82º jogo mais assistido no Twitch em setembro de 2023. Os VTubers foram particularmente notados pelo sucesso do jogo, com membros de empresas VTuber, como a Hololive Production, citados por trazer milhões de espectadores ao jogo. No ocidente, os livestreamers CDawgVA, LilyPichu, Ludwig e QTCinderella foram creditados por terem ajudado a aumentar a popularidade do jogo fora do Japão. Além disso, Aladdin X acredita que o sucesso e a popularidade do jogo derivam da "arte fofa e amigável que atrai um público amplo", bem como as regras simples do jogo.
Devido à fama do jogo, muitas publicadoras de notícias em inglês, como a Polygon, publicaram artigos explicando como obter o jogo usando uma conta Nintendo japonesa. Em 20 de outubro de 2023, Suika Game foi lançada globalmente na eSHop sem aviso prévio, no entanto, não foi traduzido do japonês inicialmente. O suporte a língua inglesa foi adicionado em uma atualização lançada em 24 de outubro de 2023. Junto com a tradução, o jogo ganhou uma temática de Halloween que mudou vários aspectos visuais, como a transformação das melancias em abóboras, além de adicionar músicas de Halloween.

## Recepção

### Recepção crítica
Suika Game foi frequentemente comparado pelos críticos a outros jogos de quebra-cabeça populares, como Tetris e Puyo Puyo. IGN Japan e Automaton Media o compararam com o jogo indie Threes! . Na análise do jogo feita pela Nintendo Life, eles descreveram o jogo como "2048 com física".  Julia Lee do Polygon, fez um comentário semelhante: que é "como uma mistura de Tetris e 2048, porém com frutas adoráveis". Lee elogiou o jogo, alegando que ele a faz variar suas emoções mais do que outros jogos de quebra-cabeça semelhantes que ela já jogou, embora não tenha certeza do porquê. Ela especula que as ilustrações, a física e a motivação do jogo são possíveis razões.
Um dos principais elogios do Suika Game foi o seu charme. Em sua análise do jogo, Shaun Musgrave da TouchArcade escreveu que o jogo funciona muito bem e afirma que o jogo é "difícil de resistir". Um dos principais aspectos em que ele foca é o charme geral do jogo, citando que o jogo é "absolutamente adorável" e a música do jogo é cativante. Musgrave acrescenta que a física do jogo leva a resultados inesperados, tornando o jogo mais emocionante e perigoso para ele.
Outro aspecto do jogo que os críticos elogiaram foi a forma como o jogo lidava com a estratégia. O site japonês ITmedia escreveu que o jogo era perfeito para crianças e adultos entenderem, acrescentando que eles acreditavam que o jogo era "super simples, mas profundo". Eles explicaram que embora os controles fossem simples, a física poderia causar resultados inesperados, permitindo que o jogo tivesse uma premissa acolhedora, mas também uma curva de dificuldade acentuada. Mitch Vogel, da Nintendo Life, menciona em sua análise que, ao jogar por bastante tempo, o jogador aprenderá a otimizar o posicionamento, tornando assim mais difícil que os jogadores resistam ao fator replay. Vogel também menciona que um aspecto emocionante do jogo é quando posicionamentos precisos levam a uma reação de combinações em cadeia.

### Vendas
No período de um mês, começando no início de setembro de 2023, Aladdin X anunciou que o jogo Suika foi baixado 1 milhão de vezes na eShop. Além disso, conseguiu manter a primeira posição na My Nintendo Store durante vários dias entre setembro e outubro de 2023, superando títulos como Pikmin 4, The Legend of Zelda: Tears of the Kingdom e Vampire Survivors. Isso fez com que Suika Game se tornasse o jogo mais baixado na loja durante todo o mês de setembro daquele ano. A empresa também anunciou que o jogo foi baixado 50.000 vezes mais do que antes da explosão de popularidade. Até 16 de outubro de 2023, o jogo foi baixado 2 milhões de vezes no Japão. Até 7 de novembro de 2023, Suika Game foi baixado 3,66 milhões de vezes, dividindo-se entre 3,27 milhões de downloads nacionais e 0,39 milhão de downloads no exterior. A partir de 14 de novembro de 2023, foi relatado que o jogo foi baixado 4 milhões de vezes no total. Isso o torna um dos jogos mais vendidos para Nintendo Switch.

### Versões não oficiais
Devido ao sucesso do Suika Game, muitas versões não oficiais do jogo surgiram na internet. Uma das versões mais notáveis é uma versão gratuita para navegador com o mesmo nome; sites como Polygon, Rock Paper Shotgun e VG247 a consideraram uma ótima alternativa para as pessoas que não conseguiram criar uma conta Nintendo japonesa (antes do lançamento global) ou que não possuem um Nintendo Switch, apesar de notarem que sua física e apresentação não são iguais à versão Switch do jogo. Além da versão para navegador, Aladdin X alertou os clientes que havia muitos jogos para smartphones tentando imitar o Suika Game, alguns até plagiando a arte das versões oficiais. Um clone em particular conseguiu alcançar o primeiro lugar na App Store japonesa na seção "casual" de jogos gratuitos, o que levou Aladdin X a solicitar à Apple que retirasse o clone do serviço.
Em 30 de outubro de 2023, a Automaton Media relatou que a quantidade de clones na App Store havia se tornado um problema crescente. Especificamente, eles contaram que mais da metade dos cinco principais jogos do ranking de download gratuito para iPad e iPhone no Japão eram versões falsas do Suika Game. Também foi mencionado que algumas das versões falsas foram feitas pelo mesmo desenvolvedor. Além disso, relataram que a trilha sonora do jogo estaria sendo vendida em sites de música online.